# デルデ・ディヴィジ
デルデ・ディヴィジ（オランダ語: Derde Divisie、オランダ語発音: [ˈdɛrdə diˈvizi], 英語: Third Division）は、オランダのサッカー第4部リーグである。

## 概要
オランダのサッカーはこれまでプロとアマチュアのすみわけがなされ、プロ（1部・エールディヴィジと2部・エールステ・ディヴィジ）と実質3部以下であるアマチュア（アマチュア1部・ホーフトクラッセ、アマチュア2部・エールステ・クラッセなど）との直接的な入れ替えはこれまで行われてこなかった。
しかし、オランダサッカー協会はプロリーグに参入を目指すアマチュアクラブに対しての門戸開放の一環として、アマチュア1部であるホーフトクラッセを発展解消し、2部・エールステ・ディヴィジとの入れ替えを含めた世界的なピラミッド型リーグの構築を目指した新リーグの発足を計画。新たな3部リーグとして誕生したのがトップクラッセである。
第1回・2010-11シーズンのリーグ戦では、32チームが参加。うち、2009-10シーズンにおけるエールステ・ディヴィジの19位のFCオスが自動降格し、残りは前年度のホーフトクラッセ所属クラブの中から31チームが参加するという形をとった。
リーグ戦は過去のアマチュアリーグからの伝統で、32チームを更に旧ホーフトクラッセ同様に土曜日組（サタデートップクラッセ　主としてプロテスタント系で日曜日を休養・安息日とするために休むために試合を行えないクラブが対象）と日曜日組（サンデートップクラッセ　主としてカトリックや労働者階級者のチームで日曜日の試合が可能なクラブが対象）に16チームずつを振り分ける形とし、それぞれでホーム・アンド・アウェー方式（2回戦）のリーグ戦をこなし、最終的にそれぞれの組の1位チーム同士が総合優勝をかけた決勝戦（ホーム・アンド・アウェー方式の2試合の合計スコアによる）を争い、そこで勝ったチームがエールステ・ディヴィジの18位のチームと入れ替えという方式をとることとなった。
ただし、トップクラッセからエールステ・ディヴィジへの昇格は拒否することが可能であり、その場合は決勝戦で敗れたクラブに昇格権が与えられる。そのクラブも拒否した場合、エールステ・ディヴィジとトップクラッセの入れ替えは行われない。2010-11シーズンに初代チャンピオンとなったVVアイセルメールフォーゲルスは昇格を拒否し、決勝戦で敗れたFCオスがエールステ・ディヴィジへと昇格した。2011-12シーズンはチャンピオン決定戦に進出した2チーム（アヒレス'29、SVスパケンブルフ）ともエールステ・ディヴィジへの昇格を辞退したため、入れ替えは実施されなかった。
またトップクラッセとホーフトクラッセとの入れ替えが行われる。
なおオランダサッカー協会は2016-17シーズンから、プロ・アマ一体型の新しいヒエラルキー「フットボールピラミッド」を導入することになり、新たに日本のJ3リーグに相当するプロによる3部リーグ「トゥヴェーデ・ディヴィジ」を開始（実質的には1970-71シーズンで廃止されたのち復活）することになった。これにより、デルデ・ディヴィジ（このシーズンよりトップクラッセより改称）はアマチュアの1部リーグの体はそのままにしつつも、エール・ディヴィジから見て4部クラスに相当するリーグとなった。

## 2020-21シーズン所属クラブ

### サタデーリーグ
| クラブ名                                       | ホームタウン                    | ホームスタジアム                       | 収容人数 |
| ---------------------------------------------- | ------------------------------- | -------------------------------------- | -------- |
| アッセル・クリステリケ・フトバルフェレニヒング | アッセン                        | カタヴィキ・スポルトパルク             | 2,000    |
| AFCアヤックス                                  | アムステルダム                  | スポルトコムプレクス・デ・トゥコムスト | 2,250    |
| BVVバレンドレヒト                              | バレンドレヒト                  | スポルトパルク・デ・ボンヘルト         | 1,800    |
| VV DOVO                                        | フェーネンダール                | スポルトパルク・パンハイス             | 3,200    |
| DVS'33エルメロ                                 | エルメロ                        | スポルトラーン                         | 5,500    |
| エクセルシオール'31                            | ライッセン                      | スポルトパルク・デ・クルベルト         | 3,150    |
| VV GOES                                        | フス                            | スポルトパルク・ヘト・スヘンヘ         | 1,500    |
| ハルケマーセ・ボーイズ                         | ハルケマ                        | スポルトパルク・デ・ボスク             | 5,000    |
| HSVフク                                        | フク                            | スポルトパルク・デヌク                 | 2,500    |
| FCリッセ                                       | リッセ                          | スポルトパルク・テル・スペッケ         | 7,000    |
| HSV ODIN'59                                    | ヘームスケルク                  | スポルトパルク・アッスムブルフ         | 1,700    |
| VVスパルタ・ナイケルク                         | ナイケルク                      | スポルトパルク・デ・エッベンホルスト   | 5,000    |
| スポルトルスト'46                              | ヴルデン                        | スポルトパルク・クロムヴァイク         | 2,000    |
| VVスタプホルスト                               | スタプホルスト                  | スポルトパルク・ヘト・ノールデルスラフ | 3,500    |
| VV SteDoCo                                     | ホールナール ホーフブロクラント | スポルトパルクSteDoCo                  | 1,700    |
| VVテル・レーデ                                 | サッセンハイム                  | スポルトパルク・デ・ローデモレン       | 3,000    |
| VVOG                                           | ハルデルヴァイク                | スポルトパルク・デ・ストロケル         | 10,000   |
| VVSB                                           | ノールトヴァイケルハウト        | スポルトパルク・デ・ブルクホルスト     | 2,500    |

### サンデーリーグ
| クラブ名                      | ホームタウン       | ホームスタジアム                     | 収容人数 |
| ----------------------------- | ------------------ | ------------------------------------ | -------- |
| ADO'20                        | ヘームスケルク     | スポルトパルク・デ・フロッテル       | 4,500    |
| ブラウ・ヘール'38/ユムボ      | フェヘル           | PWAスポルトパルク                    | 2,500    |
| RKVV DEM                      | ベーヴェルヴァイク | スポルトパルク・アドリヘム           | 1,500    |
| VVドンゲン                    | ドンゲン           | スポルトパルク・デ・ビゼン           | 1,800    |
| RKVV EVV                      | エヒト             | スポルトパルク・イン・デ・バンデルト | 2,000    |
| VVヘメルト                    | ヘメルト           | スポルトパルク・モレンブルク         | 4,000    |
| RKSVフルネ・ステル            | ヘーレルハイデ     | スポルトパルク・プロンセブルク       | 2,500    |
| USVヘルクレス                 | ユトレヒト         | スポルトパルク・フォールドルプ       | 1,800    |
| HVVホーランディア             | ホールン           | スポルトパルク・ユリアーナパルク     | 2,500    |
| VVホーフラント                | ホーフラント       | スポルトパルク・ランヘンノールト     | 1,800    |
| HSC'21                        | ハークスベルヘン   | フロート・スホルテンハゲン           | 4,500    |
| JOSヴァーテルフラーフスメール | アムステルダム     | スポルトパルク・ドリブルフ           | 1,000    |
| オーストザーンセFC            | オーストザーン     | スポルトパルクOFC                    | 1,500    |
| SV OSS'20                     | オス               | スポルトパルク・デ・ルスフーヴェル   | 1,800    |
| HV & CVクイック               | デン・ハーフ       | スポルトパルク・ニウ・ハネンブルフ   | 1,500    |
| VV UNA                        | フェルトホーヴェン | スポルトパルク・ゼールスト           | 2,000    |
| GVVウニタス                   | ホリンヘム         | スポルトパルク・モレンヴリト         | 3,000    |
| RKVVヴェストランディア        | ナールトヴァイク   | スポルトパルク・デ・ホーヘ・ボメン   | 2,000    |

## 歴代優勝クラブ

### トップクラッセ
| シーズン | サタデー                         | サンデー             | 全国                             | 昇格                                           |
| -------- | -------------------------------- | -------------------- | -------------------------------- | ---------------------------------------------- |
| 2010-11  | VVアイセルメールフォーゲルス     | FCオス               | VVアイセルメールフォーゲルス     | FCオス                                         |
| 2011-12  | SVスパケンブルフ                 | アヒレス'29          | アヒレス'29                      | なし                                           |
| 2012-13  | VVカトウェイク                   | アヒレス'29          | VVカトウェイク                   | アヒレス'29                                    |
| 2013-14  | SVスパケンブルフ                 | アムステルダムスヘFC | SVスパケンブルフ                 | なし                                           |
| 2014-15  | SVコザッケン・ボーイズ           | FCリンデン           | FCリンデン                       | なし                                           |
| 2015-16  | エクセルシオール・マーススライス | FCリンデン           | エクセルシオール・マーススライス | 14クラブ （詳細はトップクラッセ2015-2016参照） |

### デルデ・ディヴィジ
| シーズン | サタデー                     | サンデー             |
| -------- | ---------------------------- | -------------------- |
| 2016-17  | VVアイセルメールフォーゲルス | asvデ・ダイク        |
| 2017-18  | SVスパケンブルフ             | ヨング・フィテッセ   |
| 2018-19  | vvノールトヴァイク           | ヨング・フォレンダム |
| 2019-20  | チャンピオンなし             | チャンピオンなし     |